# Otiothops fulvus
Otiothops fulvus är en spindelart som först beskrevs av Mello-Leitao 1932.  Otiothops fulvus ingår i släktet Otiothops och familjen Palpimanidae. Inga underarter finns listade i Catalogue of Life.